# SIPP

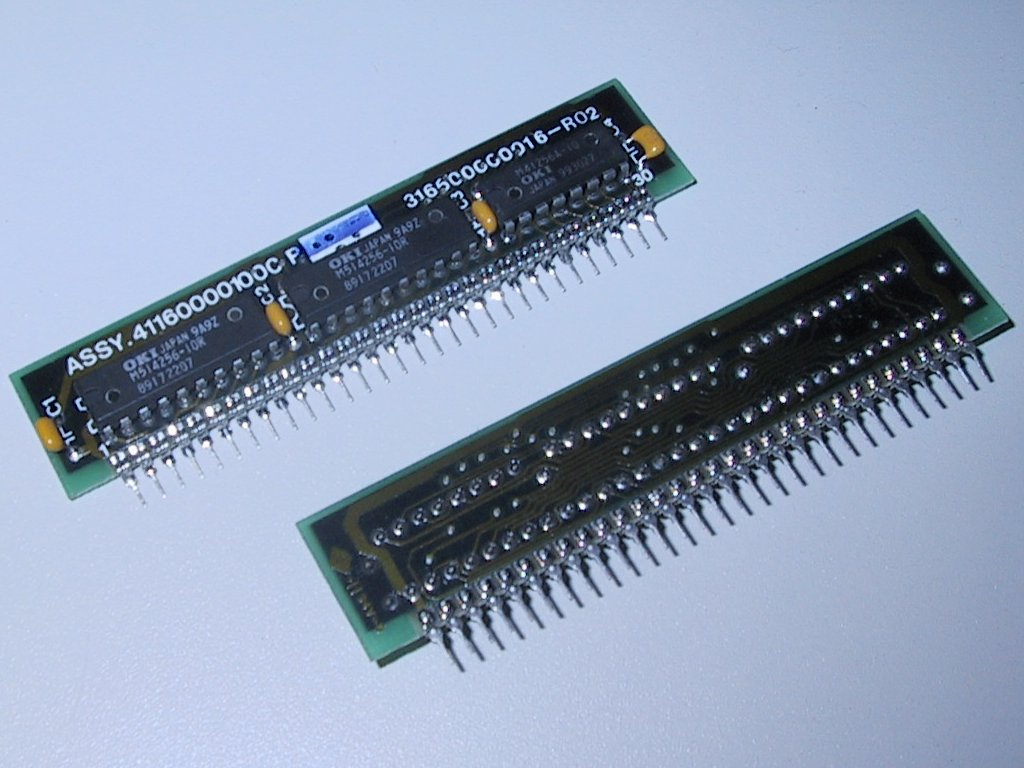
Dwa moduły pamięci komputerowej SIPP

SIPP (z ang. single inline pin package) – moduł pamięci komputerowej, którego złączem był jeden rząd pinów. 
Składał się z małej płytki drukowanej, na której zamontowano układy pamięci. Złącze miało 30 pinów ułożonych w jednym rzędzie wzdłuż krawędzi płytki, które łączyły się otworkami w płycie głównej komputera.
Ten rodzaj pamięci został wprowadzony w 1983 roku, zastępując układy podstawek pod układy scalone pamięci (DIP). Był stosowany m.in. w komputerach z procesorami 80286, 80386, M68000 (np. Atari ST). Został zastąpiony przez układy SIMM, które okazały się łatwiejsze do zainstalowania i miały pewniejsze styki. SIPP zrewolucjonizował sposób, w jaki montowano pamięci RAM w komputerach osobistych (PC), ponieważ znacznie łatwiej można było zmieniać pamięci, uniezależniono konstrukcję płyty głównej od stosowanych układów scalonych pamięci.